# 트웰브 앤 홀딩
트웰브 앤 홀딩(12 and Holding)은 2005년 개봉한 미국의 영화이다.

## 출연

### 주연
- 브루스 알트만
- 제인 앳킨슨

### 조연
- 제시 카마초
- 마시아 드보니스
- 코너 도노반
- 조셉 포스터
- 아담 르페브리

## 기타
- 공동제작: 닉 굿윈 셀프
- 미술: 루시오 세이사스
- 의상: 마리나 드라기시
- 배역: 주디 헨더슨